# Diplosoma pizoni
Diplosoma pizoni är en sjöpungsart som beskrevs av Friedrich Ritter och William Forsyth 1917. Diplosoma pizoni ingår i släktet Diplosoma och familjen Didemnidae. Inga underarter finns listade i Catalogue of Life.